# 苏代 (卢瓦-谢尔省)
苏代（法語：Souday，法語發音：[sudɛ]）是法国卢瓦-谢尔省的一个旧市镇，属于旺多姆区。该旧市镇总面积36.42平方公里，2009年时的人口为537人。

## 人口
苏代人口变化图示